# فخاره
الفخارة أكلة شعبية فلسطينية ويشتق اسم وجبة الفخارة الفلسطينية من الفخار. وهي تتكون من الخضار واللحم والتوابل وتسوى تقليديا على الحطب المشتعل.

## نبذة
واستخدام الآنية المصنوعة من الفخار في الطهي تقليد قديم يرجع إلى ما قبل عصر الرومان. ويُطهى الطعام بإضافة الماء إلى المكونات وإحكام إغلاق الإناء.
وتعتبر الفخارة التي تماثل إلى حد بعيد وجبة الطاجن التقليدية في شمال أفريقيا رمزا للتراث الفلسطيني في الطهي.وهي من الأكلات الشعبية الفلسطينية المشهورة، وهناك مطاعم في القدس لا تزال تقدمها كوجبة للزبائن حيث يتم طبخها على الطريقة القديمة بفرن الحطب والفخارة تراثية وشعبية ومن تراث الأهل والأجداد."
ويتزايد الإقبال في الآونة الأخيرة على استخدام أواني الفخار في الطهي خاصة بين الذواقة في الغرب الذين يعتبرون الطعام المطهو في هذا النوع من الأواني طبيعيا وصحيا.
ومن الشعوب التي تستخدم أواني الفخار في الطهي أيضا منذ العصور القديمة الصينيون واليابانيون والفيتناميون والإسبان والألمان.

## المقادير[3]
- 2 كيلو لحم خروف قطع
- 3 حبات كوسى
- 3 حبات جزر
- 3 حبات بطاطا
- 3 حبات بصل
- 2 حبة فلفل حلو
- 2 حبة فلفل حراق
- ممكن الزيادة لمن ترغب في الخضراوات
- ملح
- 3 ورقات غار
- 4 حبات هيل
- رشة بهار مشكل

## الطريقة
تغسل اللحمة جيدا وتوضع في صينية، تقشر الخضار وتغسل جيدا ويترك كما هو حب كبير بدون تقطيع، تخلط جميع المقادير دون اللحم، ثم توضع على اللحمة، بعدها يتم إضافة الملح والبهارات وخلطها جيدا
يتم وضع جميع المقادير في الفخارة  ويضاف إليها ملعقة من السمن وكاس ماء واحد عليها فقط ( لان فرن الحطب يكون شديد الحرارة)، ويحكم إغلاق الوعاء بالقصدير  وتوضع في الفرن مدة ساعتين إلى ثلاث ساعات  (بدرجة حرارة 180 درجة مئوية) من دون الكشف عنها تقدم مع اللبن الرائب والخبز الفلاحي أو الأرز